# Матвеев, Алексей Иванович
Алексе́й Ива́нович Матве́ев (4 октября 1913, Ярославское, Тобольская губерния — 2 февраля 1997, Глядянское, Курганская область) — работник советского сельского хозяйства, комбайнер Глядянской МТС Курганской области, Герой Социалистического Труда (1952). Участник Советско-финляндской и Великой Отечественной войн, ефрейтор.

## Биография
Алексей Матвеев родился 4 октября 1913 года в крестьянской семье в селе Ярославском Чернавской волости Курганского уезда Тобольской губернии, ныне село входит в Притобольный муниципальный округ Курганской области. Русский. Здесь вырос, окончил сельскую школу.
В 1930 году вступил в колхоз «Красный вулкан», где до 1935 года работал прицепщиком в тракторной бригаде, затем помощником комбайнера. В 1938 году окончил курсы механизаторов в Кургане и стал работать комбайнером в Глядянской МТС.
В 1939 году был призван в Рабоче-крестьянскую Красную Армию. В 1940 году участвовал в боях с белофиннами на Карельском перешейке, проявил себя мужественным воином. Возвратившись домой, вновь работал механизатором в Глядянской МТС.
В июне 1941 года ушел на фронт. Воевал на Западном фронте в должности командира минометного расчета 13-го пограничного полка войск НКВД СССР 29-й армии. Затем сражался на Орловско-Курском направлении, освобождал Прибалтику. Был групповым парторгом миномётного взвода 105-й отдельной манёвренной группы войск НКВД охраны тыла Действующей армии, участвовал в штурме Кёнигсберга. Ни разу не был ранен и только один раз контужен. За мужество в боях награждён медалью «За отвагу». Служил в 106-м отдельном конвойном дивизионе, ефрейтор. В 1946 году был демобилизован.
Член ВКП(б), в 1952 году партия переименована в КПСС.
Вернулся на родину. Снова стал работать в Глядянской МТС и в первую страду выдал больше всех в МТС зерна из бункера своего комбайна. Из года в год он наращивал свои производственные показатели, учил молодежь хлеборобскому мастерству. В 1950 году на комбайне «Коммунар» он убрал свыше 850 гектаров хлебов и намолотил 9600 центнеров зерна, был награждён орденом Трудового Красного Знамени. В 1951 году он значительно увеличил показатели — на «Сталинец-6» скосил хлеба с площади в 1270 гектаров и намолотил за 35 рабочих дней 8154 центнера зерна, всего за сезон более 12 тысяч центнеров.
Указом Президиума Верховного Совета СССР от 26 июня 1952 года в соответствии с Указом Президиума Верховного Совета СССР от 27 апреля 1950 года за достижение высоких показателей на уборке и обмолоте зерновых культур в 1951 году Матвееву Алексею Ивановичу присвоено звание Героя Социалистического Труда с вручением ордена Ленина и Золотой медали «Серп и молот».
В том же 1952 году он за двадцать один день скосил пшеницу на площади 1283 гектара и намолотил 14000 центнера зерна. В 1958 году по состоянию здоровья вынужден был оставить работу комбайнера. Более 15 лет работал шофером в Глядянской РТС, заведующим ремонтной мастерской и инженером по приему и выдаче техники из ремонта в Притобольном районном производственном объединении «Сельхозтехника».
Жил в селе Глядянском Глядянского сельсовета Притобольного района Курганской области, ныне село входит в Притобольный муниципальный округ той же области.
Алексей Иванович Матвеев скончался 2 февраля 1997 года. Похоронен <где?>.

## Награды
- Герой Социалистического Труда, 26 июня 1952 года
  - Орден Ленина
  - Медаль «Серп и Молот»
- Орден Трудового Красного Знамени, 1950 год
- Орден Отечественной войны II степени, 6 апреля 1985 года[4]
- Медаль «За отвагу», 1945 год[5]
- Юбилейная медаль «За доблестный труд. В ознаменование 100-летия со дня рождения Владимира Ильича Ленина»
- Медаль «За взятие Кёнигсберга»
- Медаль «За освоение целинных земель»